# Liberato Pellecchia
Liberato Pellecchia (Avellino, 21 ottobre 1982) è un maratoneta italiano.

## Biografia
Originario di Serino, ha iniziato con l'atletica da giovanissimo. Atleta del Centro Sportivo Aeronautica Militare.
Ad allenarlo è Luciano Gigliotti, tecnico dei campioni olimpici Gelindo Bordin e Stefano Baldini
Vanta 4 presenze nella Nazionale di atletica leggera dell'Italia:
- 2001:
  - 66º ai Campionati Mondiali di Cross di Ostenda[2]
  - 4º nei 10000 metri piani ai Campionati Europei Junior di Grosseto[3]
- 2003: 6º 10000 metri piani ai Campionati Europei Under 23 di Bydgoszcz[4]

- 2014: partecipa alla maratona dei campionati europei di Zurigo, ma si ritira[5]

Nel 2003 si laurea Campione Italiano di Mezza Maratona ad Arezzo per la categoria promesse con il crono finale di 1h04'57''.

## Prestazioni

### 1500 metri piani
| Stagione | Risultato | Luogo | Data       |
| -------- | --------- | ----- | ---------- |
| 2007     | 3'47"93   | Ivrea | 02-09-2007 |

### 3000 metri piani
| Stagione | Risultato | Luogo    | Data       |
| -------- | --------- | -------- | ---------- |
| 2007     | 8'12"66   | Barletta | 06-09-2007 |

### 5000 metri piani
| Stagione | Risultato | Luogo | Data       |
| -------- | --------- | ----- | ---------- |
| 2003     | 14'18"11  | Rieti | 02-08-2003 |

### 10000 metri piani
| Stagione | Risultato | Luogo | Data       |
| -------- | --------- | ----- | ---------- |
| 2003     | 29'44"90  | Roma  | 27-04-2003 |

### Mezza Maratona
| Stagione | Risultato | Luogo | Data       |
| -------- | --------- | ----- | ---------- |
| 2013     | 1h04'45"  | Roma  | 03-03-2013 |

### Maratona
| Stagione | Risultato | Luogo   | Data       |
| -------- | --------- | ------- | ---------- |
| 2013     | 2h14'28"  | Berlino | 29-09-2013 |

## Palmarès
| Anno | Manifestazione              | Sede      | Evento        | Risultato | Prestazione | Note |
| ---- | --------------------------- | --------- | ------------- | --------- | ----------- | ---- |
| 2001 | Mondiali di corsa campestre | Ostenda   | Juniores      | 66º       | 28'12"      |      |
| 2003 | Europei under 23            | Bydgoszcz | 10000 m piani | 6º        | 29'54"06    |      |
| 2014 | Europei                     | Zurigo    | Maratona      | dnf       | dnf         |      |

## Campionati nazionali
2001
- Argento ai campionati italiani juniores, 5000 m piani - 14'41"81
- Argento ai campionati italiani juniores, 1500 m piani - 3'55"99

2002
- 32º ai campionati italiani di maratonina - 1h05'11"
- 6º ai campionati italiani promesse, 5000 m piani - 14'58"75

2003
- 24º ai campionati italiani di maratonina - 1h04'57"
- 10º ai campionati italiani assoluti, 5000 m piani - 14'18"11

2005
- 13º ai campionati italiani di maratonina - 1h07'58"

2007
- 8º ai campionati italiani di maratonina - 1h05'18"

2011
- 20º ai campionati italiani di maratonina - 1h05'42"
- 16º ai campionati italiani di 10 km su strada - 30'16"

2015
- 15º ai campionati italiani di maratonina - 1h06'08"

## Altre competizioni internazionali
2003
- 18º alla Stramilano ( Milano) - 1h05'54"

2010
- 26º al Giro al Sas ( Trento) - 31'37"

2011
- 16º alla Maratona di Torino ( Torino) - 2h20'26"

2012
- 23º alla Maratona di Francoforte ( Francoforte sul Meno) - 2h16'24"

2013
- 17º alla Maratona di Berlino ( Berlino) - 2h14'28"
- 16º alla Roma-Ostia ( Roma) - 1h04'45"
- 17º al Giro al Sas ( Trento) - 30'52"

2015
- 25º alla Maratona di Francoforte ( Francoforte sul Meno) - 2h16'57"